# Campionato Sammarinese di Calcio
Campionato Sammarinese di Calcio (Dansk oversættelse: San Marinsk Liga) er en amatør liga-turnering for fodboldklubber øverst i den sanmarinske fodboldsystem og har fungeret siden 1985. Turneringen er rangeret som nummer 53 blandt europæiske ligaer ifølge UEFA's liga koefficient, der er baseret på San Marinos klubbers præstation i UEFA Champions League og UEFA Europa League.

## Hold der deltager i 2023-24-sæsonen
Der er 15 hold med i den sanmarianske mesterskab
- S.P. Cailungo (Borgo Maggiore)
- S.S. Cosmos (Serravalle)
- F.C. Domagnano (Domagnano)
- S.C. Faetano (Faetano)
- A.C. Libertas (Borgo Maggiore)
- S.S. Murata (San Marino)
- S.S. Pennarossa (Chiesanuova)
- S.S. San Giovanni (Borgo Maggiore)
- F.C. Fiorentino (Fiorentino)
- S.S. Folgore Falciano Calcio (Serravalle)
- A.C. Juvenes/Dogana (Serravalle)
- S.P. La Fiorita (Montegiardino)
- SP Tre Fiori (Fiorentino)
- S.P. Tre Penne (Serravalle)
- S.S. Virtus (Acquaviva)